# Paraphosphorus bipunctatus
Paraphosphorus bipunctatus är en skalbaggsart som först beskrevs av Charles Joseph Gahan 1902.  Paraphosphorus bipunctatus ingår i släktet Paraphosphorus och familjen långhorningar.
Artens utbredningsområde är Kenya. Inga underarter finns listade i Catalogue of Life.